# Cymothales spectabilis
Cymothales spectabilis är en insektsart som beskrevs av Peter Esben-Petersen 1916. 
Cymothales spectabilis ingår i släktet Cymothales och familjen myrlejonsländor. Inga underarter finns listade i Catalogue of Life.